# 埃里克·亚泽特
埃里克·亚泽特（荷蘭語：Erik Jazet，1971年7月19日—），荷兰男子曲棍球运动员。他曾代表荷兰参加1996年、2000年和2004年夏季奥林匹克运动会曲棍球比赛，共获得二枚金牌和一枚银牌。